# Guaraní paraguaiano
Il guaraní (plurale: guaraníes; codice ISO 4217 PYG) è la valuta del Paraguay, comunemente indicata con il simbolo ₲. Il guaraní era diviso in 100 céntimo ma, a causa dell'inflazione, il céntimo non è più in uso.
Il guaraní è la moneta di minor valore in America.

## Storia
La legge per la creazione del guaraní fu approvata il 5 ottobre 1943, per sostituire il peso con un tasso di cambio di 1 guaraní = 100 peso. Il guaraní è stato emesso per la prima volta nel 1944. Tra il 1960 ed il 1982 il guaraní aveva un rapporto fisso di cambio con il dollaro statunitense con un tasso di 126 PYG per 1 USD.

## Monete
Nel 1944 furono introdotte delle monete in bronzalluminio nei valori da 1, 5, 10, 25 e 50 céntimo, tutte di forma circolare. Il dritto mostrava un fiore diverso e, intorno, la legenda "REPUBLICA DEL PARAGUAY" e la data, ad esclusione della moneta da 50 céntimo che mostrava un leone ed il cappello della libertà. Al rovescio era indicato il valore.
La seconda serie, introdotta nel 1953, era costituita da monete dal valore di 10, 15, 25 e 50 céntimo. Erano ancora in bronzalluminio ma avevano forma di festone circolare. L'immagine era il leone ed il cappello della libertà. Nessuna moneta in céntimo è attualmente in circolazione.
Nel 1975 sono state introdotte monete con i valori di 1, 5, 10 e 50 guarani. Erano tutte circolari e in acciaio inossidabile. Dal 1990 l'acciaio è stato sostituito da acciaio rivestito di bronzo. Le monete da 100 guarani sono state introdotte nel 1990 nel 1997 da quelle da 500 guarani. Le monete da 1.000 guarani sono state coniate nel 2006 e distribuite nel 2007. Inoltre nel 2006 la zecca della Slovacchia, una delle quattro Zecche estere conianti la valuta, ha coniato nuovi tipi di monete da 50, 100 e 500 guarani, che sono state immesse nel 2007.

## Banconote
Le prime banconote in guaraní furono quelle da 50 céntimo, 1, 5 e 10 guaraní sovrastampate su quelle da 50, 100, 500, e 1000 peso nel 1943.  Banconote regolari in guaraní da 1, 5, 10, 50, 100, 500 e 1000 guaraní, sono seguite subito dopo. Sono state stampate da De La Rue, un'azienda britannica.
La serie del 1963 (in base alla legge del 1952) fu completamente ridisegnata. Fu anche ampliata con l'emissione dei valori da 5000 e 10 000 guaraní.
La serie si è mantenuta uguale per decenni fino a che, a causa dell'inflazione, le banconote fino a 500 guaraní non sono state tolte dalla circolazione. La revisione del 1982 ha aggiunto il test in guaraní sul retro delle banconote.
Le prime banconote da 50 000 guaraní sono state emesse nel 1990 seguite da quelle da  100 000 guaraní nel 1998.
Durante gli ultimi due decenni le banconote sono state stampate in diversi luoghi.
Dal 2004 i valori circolanti, con l'eccezione dei 50 000, hanno subito piccoli ma significativi cambiamento con tecniche più sofisticate per evitare le falsificazioni.
La ditta Giesecke+Devrient stampa le nuove banconote da 20.000 guaraní, mentre la De La Rue stampa il resto. Le nuove banconote da 50 000 sono state stampate con la data del 2005 ma poiché sono state oggetto di falsificazioni prima ancora di essere messe in circolazione, sono state annullate dalla banca centrale.